# Ukrajinská kosmická agentura
Ukrajinská kosmická agentura (SSAU, ukrajinsky Державне космічне агентство України) je ukrajinská státní organizace zabývající se kosmonautikou a spolu s ukrajinským ministerstvem obrany a společností Antonov Airlines se podílí na tvorbě některých zbraní pro ukrajinskou armádu. Vesmírný program vznikl z rozhodnutí ukrajinského prezidenta Leonida Kravčuka 29. února 1992. Vesmírný program byl postaven na Sovětském kosmickém programu, na němž se Ukrajina podílela.

## Historie[3]
Ukrajinská kosmická agentura byla založena 29. února 1992 dekretem ukrajinského prezidenta Leonida Kravčuka. 9. března 1992 byl do čela společnosti jmenován Volodymyr Horbulin a 18. května bylo schváleno usnesení o tom, že společnost bude mít 39 zaměstnanců. V průběhu roku bylo vypuštěno 9 nosných raket a 4 kosmické lodě ukrajinské výroby.

### První vesmírný program (1993–1997)
25. května 1993 schválila ukrajinská vláda pětiletý kosmický program, jehož cílem bylo vypustit první satelit, který byl pojmenován Sich-1. Dalším cílem bylo vytvořit národní telekomunikační satelit Lybid. V roce 1996 byla otevřena dvě centra – jedno pro vzdělávání mládeže a druhé pro kontrolu vesmírných misí a testování technologií. 19. listopadu 1996 letěl do vesmíru první ukrajinský kosmonaut Leonid Kadeňjuk. Letěl na americkém raketoplánu Columbia jako člen mezinárodní posádky. Během této doby bylo vypuštěno 32 nosných raket a 13 kosmických lodí.

#### Personální změny
V roce 1994 byla na několik měsíců funkce generálního ředitele udělena Andriji Zhalko-Tytarenkovi. Již v únoru 1995 se generálním ředitelem stal Oleksandr Negoda.

#### Sich-1
Staleit Sich-1 byl slavnostně vypuštěn 31. srpna 1995. Šlo o první satelit ukrajinské kosmické agentury.

#### Mezinárodní spolupráce
V roce 1995 začala Ukrajinská kosmická agentura spolupracovat s americkou NASA a také OSN.

### Druhý vesmírný program (1998–2002)
Roku 1998 byla založeno Centrum pro vesmírné právo. V roce 1998 byly také všechny zbrojní společnosti zabývající se výrobou raket pod SSAU. V témže roce se Ukrajina zapojila do projektu ISS a začala spolupracovat s dalšími státy, například Německem a Francií. 28. března 1999 byla vypuštěna sonda Zenit-3SL. V roce 1999 byl založen také projekt Kosmotras. V období mezi roky 1998 a 2002 byly vypuštěny 4 kosmické lodě a 23 nosných raket.

### Třetí vesmírný program (2003–2007)
V roce 2003 byl zahájen ukrajinsko-brazilský vesmírný program, vznikla odpalovací rampa Cyclone - 3. V roce 2007 byl pro Ukrajinu postaven odpalovací komplex v centru Bajkonur. Ukrajinská kosmická agentura vyvinula dva satelity Micron a EgyptSat-1 (pro Egypt). Ukrajina se také zapojila do projektu Galileo. V tomto období proběhlo 28 startů nosných raket. Ukrajina navrhla 4 nové satelity.

### Čtvrtý vesmírný program (2008–2012)
25. ledna 2008 byla podepsána dohoda mezi Ukrajinou a ESA. V roce 2009 získali zaměstnanci Státní cenu za vědu a technologii. V květnu 2010 uzavřela společnost dohodu s kanadskou společností MDA. Cílem spolupráce je vytvořit a modernizovat komunikační zařízení Lybid. V letech 2008 – 2012 bylo vypuštěno celkem 22 nosných raket a 1 kosmická loď.

### Patý vesmírný program (2013–2017)
V roce 2014 musela agentura udělat určitá bezpečnostní opatření v návaznosti na anexi Krymu. Byla také ukončena spolupráce s Brazílií. V roce 2017 začalo plánování dalších misí Ukrajinské vesmírné agentury.